# Vrikólakas
Vrikólakas (en grec: βρυκόλακας), és la denominació del folklore grec del vampir originat bàsicament per mort prematura o violenta, suïcidi, ofegament, una plaga o pesta, així com per no haver-se realitzat els rituals funeraris adequats o haver comès una errada durant aquests. Es creia que per les circumstàncies de la mort o del funeral, l'ànima es demorava o estava impossibilitada d'abandonar el cos quedant així atrapada en ell, revertint-se el procés normal de descomposició del cadàver i establint una situació entre la vida i la mort en la qual l'individu rediviu pretenia continuar la seva vida quotidiana amb la seva família i comunitat encara que amb resultats funests.
Un vrikólakas es manifestava, immediatament que el cadàver era enterrat, com una figura fantasmal vagarejant pels camins i carrers, a través dels somnis dels seus familiars propers, així com turmentant parents, amics i veïns, provocant-los la malaltia o la mort. La situació era confirmada en obrir la tomba i comprovar que el cos estava incorrupte i inflat.
A diferència del prototip eslau de vampir més popular actualment, el vrikólakas no era «xucla-sang» i el mal que produïa era emocional o psíquic. Per contrast amb el tympaniaios, figura similar acceptada i també establerta per l'Església i amb origen una mica diferent, el vrikólakas era una creença d'arrels més antigues a l'era cristiana, relacionada amb el concepte dualístic d'ànima que tenien els grecs antics.
La creença era combatuda per l'Església qui negava que el vrikólakas tingués ànima assenyalant que es tractava d'un cadàver que havia estat posseït pel dimoni. Per a combatre'l el costum popular més estès era la cremació, pràctica igualment combatuda per l'Església que al·legava que amb això la persona tenia una menor probabilitat de salvació de l'ànima en el moment del Judici Final per la qual cosa propugnava substituir-la per la realització d'un exorcisme. Altres pràctiques eren la decapitació, treure-li el cor i cremar-lo o canviar el cos a un lloc desert.